# The Hobby Horse

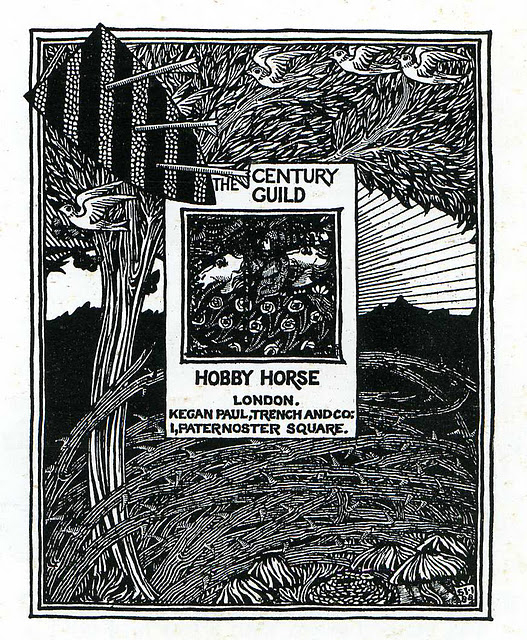
Eerste uitgave van The Century Guild Hobby Horse met een afbeelding door Selwyn Image

The Hobby Horse (oorspronkelijk: The Century Guild Hobby Horse) was een tijdschrift dat werd uitgegeven door het Britse Century Guild of Artists. Het tijdschrift werd opgericht door Arthur Heygate Mackmurdo en Herbert Horne en in april 1884 verscheen het eerste nummer. Tien jaar later, in 1894, ging het tijdschrift ter ziele. The Hobby Horse was belangrijk voor de ontwikkeling van de Britse arts-en-crafts beweging. Het was niet alleen het eerste blad dat deze kunst- en sociale stroming beschreef, maar het gaf ook een breed platform aan verschillende kunstenaars en denkers uit de beweging